# Leja
Leja (lat. Leea), rod grmova iz porodice lozovki smješten u vlastitu potporodicu Leeoideae. 
Postoji 39 vrsta iz jugoistočne Azije, Indije, Afrike i Madagaskara, i od Australije istočno do Fidžija

## Vrste
1. Leea aculeata Blume
2. Leea acuminatissima Merr.
3. Leea adwivedica K. Kumar
4. Leea aequata L.
5. Leea alata Edgew.
6. Leea amabilis Hort. Veitch. ex Mast.
7. Leea angulata Korth. ex Miq.
8. Leea asiatica (L.) Ridsdale
9. Leea compactiflora Kurz
10. Leea congesta Elmer
11. Leea coryphantha Lauterb.
12. Leea curtisii King
13. Leea cuspidifera Baker
14. Leea glabra C.L.Li
15. Leea gonioptera Lauterb.
16. Leea grandifolia Kurz
17. Leea guineensis G. Don
18. Leea heterodoxa K. Schum. & Lauterb.
19. Leea indica (Burm. fil.) Merr.
20. Leea krukoffiana Ridsdale
21. Leea longifoliola Merr.
22. Leea macrophylla Roxb. ex Hornem.
23. Leea macropus Lauterb. & K. Schum.
24. Leea magnifolia Merr.
25. Leea papuana Merr. & Perry
26. Leea philippinensis Merr.
27. Leea quadrifida Merr.
28. Leea rubra Spreng. ex Blume
29. Leea saxatilis Ridl.
30. Leea setuligera C. B. Clarke
31. Leea simplicifolia Zoll. & Moritzi
32. Leea smithii Koord.
33. Leea spinea Desc.
34. Leea tetramera B. L. Burtt
35. Leea thorelii Gagnep.
36. Leea tinctoria Lindl. ex Baker
37. Leea tuberculosemen C. B. Clarke
38. Leea unifoliolata Merr.
39. Leea zippeliana Miq.

## Sinonimi
- Aquilicia L.
- Gilibertia Ruiz & Pav.
- Leeania Raf.
- Otillis Gaertn.
- Sansovinia Scop.
- Staphylea Burm.fil.